# Nuevo orden mundial
La expresión nuevo orden mundial se ha usado en geopolítica e historia reciente para referirse a un supuesto nuevo período histórico, caracterizado por cambios dramáticos en las ideologías políticas y en el equilibrio de poderes a nivel global. En el ámbito popular, el término se utiliza como parte de diversas teorías de conspiración, así como en relatos apocalípticos relacionados con las escrituras bíblicas.
El primer uso de esta expresión aparece en el documento de los Catorce Puntos del Presidente Woodrow Wilson haciendo un llamado después de la Primera Guerra Mundial para la creación de la Sociedad de las Naciones, antecesora de las Naciones Unidas. La frase fue usada con cierta reserva al final de la Segunda Guerra Mundial cuando se describían los planes para la creación de las Naciones Unidas y los Acuerdos de Bretton Woods debido a la asociación negativa resultante del fracaso de la Liga de Naciones.[cita requerida]

## Antecedentes
El uso más amplio y reciente de esta expresión se origina sobre todo con el final de la Guerra Fría. Los presidentes Mijaíl Gorbachov y George H. W. Bush usaron el término para tratar de definir la naturaleza de la posguerra y el espíritu de cooperación que se buscaba materializar entre las grandes potencias.
En una referencia a las hostilidades en Irak y Kuwait, la revista Time del 28 de enero de 1991 mencionaba: «Mientras caían las bombas y se disparaban los misiles, las esperanzas de un nuevo orden mundial cedieron lugar al desorden común». Además se añadió que «Nadie debe forjarse ilusiones pensando que el nuevo orden mundial, del que tanto alarde se hace, se ha establecido o está cerca».

## Uso

### En revistas
En un informe en la revista World and I de enero de 1991, unos peritos examinaron «las políticas exteriores que van surgiendo entre las superpotencias y el efecto que probablemente tengan en el nuevo orden mundial». El editor llegó a esta conclusión: «La historia nos lleva a pensar que en el mejor de los tiempos se puede pasar muy fácilmente de la paz a la guerra. La cooperación internacional, particularmente entre las potencias principales, es crucial para una transición de éxito de la Guerra Fría a un nuevo orden mundial». 
En State of the World 1991 (un informe sobre la situación mundial publicado por el instituto Worldwatch), Lester R. Brown dijo: «Nadie puede decir con certeza cómo será el nuevo orden. Pero si queremos forjar un futuro prometedor para la generación siguiente, entonces el gran esfuerzo que tomará contrarrestar la degradación ambiental del planeta dominará los asuntos mundiales por décadas». Este informe señaló que la contaminación del aire había «alcanzado niveles que amenazan la salud en centenares de ciudades y que dañan las cosechas en veintenas de países». Añadió: «Mientras aumenta la población humana en el planeta, disminuye el número de las especies vegetales y animales. La destrucción de hábitats y la contaminación hacen que disminuya la diversidad biológica de la Tierra».

### En otros medios
El grupo de Metal industrial Ministry, cuenta con un tema titulado New World Order (Nuevo Orden Mundial), dirigido principalmente contra el entonces presidente de Estados Unidos George H.W. Bush.